# Kanskij rajon
Il Kanskij rajon è un rajon (distretto) del kraj di Krasnojarsk, nella Russia siberiana centrale; il capoluogo è la città di Kansk, che costituisce tuttavia un'unità amministrativa a sé stante direttamente dipendente dal kraj.